# Primera División Femenina de baloncesto 1978-79
La temporada 1978-79 de la Liga Femenina fue la 16.ª temporada de la liga femenina de baloncesto. Se disputó entre 1978 y 1979, culminando con la victoria de Celta de Vigo.

## Liga regular
| Pos. | Equipo                   | Pts. | PJ | G  | E | P  | GF   | GC   | Dif. | Clasificación o descenso    |
| ---- | ------------------------ | ---- | -- | -- | - | -- | ---- | ---- | ---- | --------------------------- |
| 1    | Celta de Vigo            | 57   | 20 | 19 | 0 | 1  | 1609 | 1030 | +579 | Campeón                     |
| 2    | Íntima Picadero          | 54   | 20 | 18 | 0 | 2  | 1740 | 1044 | +696 |                             |
| 3    | GE Iberia                | 48   | 20 | 16 | 0 | 4  | 1743 | 1339 | +404 |                             |
| 4    | Club Juven               | 30   | 20 | 10 | 0 | 10 | 1446 | 1399 | +47  |                             |
| 5    | Vacaciones Spantax       | 30   | 20 | 10 | 0 | 10 | 1393 | 1420 | −27  |                             |
| 6    | Universitario Valladolid | 27   | 20 | 9  | 0 | 11 | 1156 | 1402 | −246 |                             |
| 7    | Tenerife Krystal         | 24   | 20 | 8  | 0 | 12 | 1256 | 1426 | −170 |                             |
| 8    | L'Oreal Alcalá           | 24   | 20 | 8  | 0 | 12 | 1483 | 1518 | −35  |                             |
| 9    | Hispano Francés          | 21   | 20 | 7  | 0 | 13 | 1108 | 1285 | −177 | Renuncia la categoría       |
| 10   | Tabacalera La Coruña     | 12   | 20 | 4  | 0 | 16 | 1037 | 1531 | −494 |                             |
| 11   | Canal Valencia           | 3    | 20 | 1  | 0 | 19 | 1022 | 1599 | −577 | Descenso a Segunda División |

 Fuente: BRD

## Postemporada
- Campeonas de la Primera División Femenina 1978-79: Celta de Vigo (2º título).
- Campeonas de la Copa de la Reina 1978-79: Íntima Picadero (4º título).
- Clasificadas para Copa de Europa de Campeonas 1979-80: Celta de Vigo.
- Clasificadas para Copa Ronchetti 1979-80: Vacaciones Spantax (tras renuncias).
- Descendidas a Segunda División:  Canal Valencia e Hispano Francés (renuncia a la categoría).
- Ascendidas de Segunda División:  Club Banesto, Colegio Alemán Bilbao (ascensos deportivos) y UD Las Palmas (en la plaza del Hispano Francés).